# 森戸知沙希
森戸 知沙希（もりと ちさき、2000年2月19日 - ）は、日本の歌手、タレント、元アイドル。ハロー!プロジェクトに所属するモーニング娘。の元メンバー（14期）およびカントリー・ガールズの元メンバー。愛称はちぃちゃん、ちぃ、もりとち。イメージカラーはモーニング娘。では白、カントリー・ガールズではオレンジ。
栃木県足利市出身。血液型A型。身長153 cm。ジェイピィールーム所属。
ハロー!プロジェクト加入直前まで所属していたCoCoRo学園では、「ちぃ」の名前で活動しており、メンバーカラーはオレンジだった。

## 略歴
2006年
- 小学1年生の時にダンスを習い始める。テレビで見てやりたいと思ったのがきっかけで、中学3年生までは習い事を続けていた。

2011年
- 11月、群馬県邑楽郡大泉町を地盤とするローカルアイドルグループであるCoCoRo学園のメンバーとして活動開始。最初はバックダンサーとして活動していた。

2013年
- 6月16日、CoCoRo学園のメンバーとして初参加したシングル『Message〜こころからありがとう〜』が発売。

2014年
- 「モーニング娘。'14 ＜黄金(ゴールデン)＞オーディション」に応募するも、合宿審査まで進出できずに落選。
- 9月28日、CoCoRo学園のメンバー「あやは」の卒業ライブをもってCoCoRo学園を休業。
- 11月1日、スタプロ大泉校で行われた卒業ライブにてCoCoRo学園を卒業。
- 11月5日、カントリー・ガールズの新メンバーに選出される。

2015年
- 3月25日、カントリー・ガールズとしてシングル『愛おしくってごめんね/恋泥棒』でメジャーデビュー。
- カントリー・ガールズとして初めてのライブツアーに参加。ツアー自体は充実していたものの、MCが苦手なので次の10月のツアーではもっと話すネタを増やして苦手を克服していきたい旨を述べていた。
- 9月8日、『Greeting〜森戸知沙希〜』を発売。このロケは山中湖文学の森公園、親水公園などで行われた。

2016年
- 3月25日より、舞台『演劇女子部「気絶するほど愛してる!」』にカントリー・ガールズとして参加し、幸子役を演じる。森戸は、この経験によって成長することができたと述べている。シャイな性格のため、舞台に出演することに最初は苦手意識を持っていたが、メンバーの支えもあってやり遂げることができたとのこと。
- 7月3日、「とちぎ未来大使」（担当名：真っ赤なカントリー大使）に就任。

2017年
- 2月19日、ワニブックスから写真集『森戸知沙希』を発売。この撮影は東京都内、群馬県、沖縄県をロケ地にして1年間かけて行われた。
- 6月26日、モーニング娘。'17に移籍し、カントリー・ガールズと兼任することを発表。
- 7月16日（15日深夜）、TBS『音楽の日』でモーニング娘。加入後初のパフォーマンスを披露。

2019年
- 6月27日、ワニブックスから2nd写真集『Say Cheese!』を発売。
- 10月18日、同年12月26日に行われるLINE CUBE SHIBUYAでのコンサートをもって山木梨沙・小関舞・船木結とともにカントリー・ガールズを卒業することを発表。卒業後は引き続きモーニング娘。のメンバーとして活動する。
- 12月26日、LINE CUBE SHIBUYAにて開催された『カントリー・ガールズ ライブ2019 〜愛おしくってごめんね〜』をもってカントリー・ガールズを卒業し、モーニング娘。専任となった。

2020年
- 2月5日、以前より喉の不調を訴えており、診察の結果、声帯の結節と診断されたことを発表。しばらく歌唱はせずにパフォーマンスを行っていた。
- 5月15日、Instagramを開始。
- 10月1日、ワニブックスから3rd写真集『Crossroads』を発売。

2021年
- 10月15日、ワニブックスから4th写真集『with thanks』を発売。

2022年
- 2月28日、「英語を本格的に学ぶため、海外留学を行う」という理由により、同年6月20日に日本武道館で行われるモーニング娘。'22の単独コンサートをもってモーニング娘。'22およびハロー!プロジェクトを卒業することが公式サイトにて発表された。
- 6月10日、オデッセー出版から5th写真集『Cheers』を発売。
- 6月20日、日本武道館で行われた『モーニング娘。'22 CONCERT TOUR 〜Never Been Better!〜 森戸知沙希卒業スペシャル』をもってモーニング娘。'22およびハロー!プロジェクトを卒業。なお、森戸の卒業をもってカントリー・ガールズ在籍者は全員ハロー!プロジェクトを卒業することから、当日は同グループの元メンバーである山木梨沙、小関舞、梁川奈々美、船木結の連名で花束を贈呈された。
- 10月17日、YouTubeチャンネル『Hello!留学チャンネル 〜Study Abroad〜』にて卒業後の留学生活の報告を開始。

2023年
- 1月1日、所属事務所をアップフロントプロモーションからジェイピィールームへ移籍。
- 11月11日、留学先からの帰国を報告。
- 11月27日、「森戸知沙希 帰国報告会 トーク＆ミニライブイベント」を開催し、芸能活動を再開。
- 12月25日、X（旧Twitter）に「森戸知沙希STAFF【公式】」アカウントを開設。

2024年
- 6月1日、M-line clubへの加入が発表された。
- 9月20日、宇都宮東警察署の一日警察署長に就任。
- 11月5日、ワニブックスから6th写真集『Co10r Moment』を発売。

2025年
- 1月8日、新ブランド「SunladyTokyo」のディレクターに就任。

## 人物
- はじめからアイドルを目指していたわけではなかったが、友達の影響でダンススクールに入ったところ、スクールがやっているアイドルグループ・CoCoRo学園にその友達が参加することになり、自分もバックダンサーとして誘われて手伝っていたら、いつの間にかメンバーになっていた[14]。
- CoCoRo学園では姉妹でメンバーとなっており、同グループの「ちぃ」が森戸で、「ちゃこ」が姉である[55]。姉は、稲場愛香と同年齢であると本人がブログで表明しており、森戸とは2歳差である[56]。
- 姉妹そろってハロー!プロジェクトのファンであり、森戸に関してはメンバーから「CoCoRo学園1のアイドルオタク」と言われていた[57][58]。そのため、CoCoRo学園が披露する楽曲にはハロー!プロジェクト関連の楽曲も多くみられ、森戸による選曲も多くあったという[59]。
- カントリー・ガールズでは嗣永桃子からアイドルのすべてを教えてもらったといい、特にトーク力を磨くことができたと語っている[26]。また、彼女の存在があったからこそ今のカントリー・ガールズは存在している、と感謝の念を述べてもいる[26]。
- 尊敬するアイドルは元モーニング娘。の鞘師里保で[14]、鞘師のことが大好きだったのでモーニング娘。のオーディションを受けた[60]。
- 好きなアイドルは同学年でBABYMETALの菊地最愛[61]。
- モーニング娘。に移籍する前から同グループの羽賀朱音と親友となり、お互いに姉妹のように慕っている[62][63][64]。
- 同郷の手島優とは地元のテレビ番組『とちぎ発!旅好き!』で共演して以来大の仲良しである[65][66]。
- 恥ずかしがり屋ですぐ耳が真っ赤になり、メンバーやファンによくからかわれる[67]。このことはカントリー・ガールズの楽曲「リズムが呼んでいるぞ」で、歌詞の中に採用されている。
- 漢検2級を所持している[68]。
- 好物はメロンで、週に1回は食べるとのこと[60]。
- 一番好きな食べ物は決められないが、いろいろ思い浮かべた結果、チーズかチョコミントに落ち着いた[69]。
- 好きなダンスのジャンルはジャズダンスとヒップホップダンス[9]。後輩にはダンスのアドバイスもしている[70]。
- 服を買うのが好きでよく母親と買い物にいくといい、最近は白や黒の大人っぽい服を集めているとのこと[70]。大人らしく料理や家事をできるようになりたいが、まずは外見から大人っぽくなるようにしたいと述べていたこともあった[71]。
- モーニング娘。の「みかん」が大好きな曲で、モーニング娘。のオーディションで歌う曲としても選んだ[72]。卒業公演では、アンコール後に同曲を卒業曲としてソロで歌い、続いてモーニング娘。に入りたいと強く思うきっかけとなった「わがまま 気のまま 愛のジョーク」[72]を全員で披露し、憧れの鞘師里保の卒業シングル曲でもある「ENDLESS SKY」を披露して最後を締めくくった[44]。

## 作品

### 配信楽曲
| 発売日        | タイトル | 備考 |
| ------------- | -------- | ---- |
| 2022年6月21日 | みかん   |      |

## 出演

### テレビ
- とちぎ発!旅好き!（2017年4月6日〈第620回〉 - 2019年3月14日、とちぎテレビ）[65]
- 御社でインターンよろしいでしょうか?（2024年6月22日、BS-TBS）- 竹内朱莉と共にインターン生としてゲスト出演

### ラジオ
- GIRLS♥GIRLS♥GIRLS =FULL BOOST= 「モーニング娘。'21のモーニングダイアリー」（2017年8月24日 - 2021年3月11日、FM-FUJI）[73]
- ミュージック・パーティー（2024年4月1日 - 、ニッポン放送）[74]
- MUSIC BAR MIRAI 亭（tbcラジオ・RKBラジオ、 ラジオNIKKEI第1、2024年10月 - ）2代目マスター[75]
- 60TRY部（2024年10月2日 - 、ラジオ日本） - 水曜日レギュラー出演（竹内朱莉と1週おきに交代）

### ネット配信
- Hello!留学チャンネル 〜Study Abroad〜（2022年10月17日 - 、YouTube）[46] - 中島早貴と共演

### コンサート
- モーニング娘。'23 コンサートツアー秋「Neverending Shine Show」SPECIAL（2023年11月28日、横浜アリーナ） - ゲスト出演
- Hello! Project Year-End Party 2023 〜GOOD BYE & HELLO ! 〜（2023年12月31日、J:COMホール八王子） - ゲスト出演
- M-line Special 2024 〜Many well wishes〜（2024年3月24日、めぐろパーシモンホール 大ホール、昼夜2公演） - ゲスト出演
- M-line Special 2024 Autumn 〜brand new〜（2024年12月1日・28日、2都市4公演）[注 1] - ゲスト出演
- M-line Special 2024 Autumn 〜brand new “more” 〜（2024年12月7日、めぐろパーシモンホール 大ホール、昼夜2公演） - ゲスト出演
- M-line Special 2025 Spring ～move it on～（2025年3月2日 - 4月27日、5都市10公演） - ゲスト出演
- M-line Special 2025 Autumn 〜Make Some Noise!〜（2025年9月14日 - 11月15日、13都市28公演） - ゲスト出演

### 舞台
- 演劇女子部「気絶するほど愛してる!」（2016年3月25日 - 4月3日、東京・池袋シアターグリーン BIG TREE THEATER）[24] - 幸子 役
- JKニンジャガールズ（2017年2月27日、全労済ホール/スペース・ゼロ） - 日替わりゲスト[76]
- 演劇女子部「ファラオの墓 〜蛇王・スネフェル〜」（2018年6月1日 - 10日、池袋サンシャイン劇場 / 6月15日 - 17日、大阪メルパルクホール） - アリ 役

### 映像作品
- Greeting〜森戸知沙希〜（2015年9月8日、UP-FRONT WORKS）[22]
- Chisaki in Paradise（2017年06月28日、zetima / UP-FRONT WORKS）[77]

### その他
- 品川区立五反田産業文化施設開設イベント公演「たけちぃwith土谷 〜アロハなんつって春〜」（2024年4月28日、CITY HALL & GALLERY GOTANNDA）
- 宇都宮東警察署 一日警察署長（2024年9月20日、宇都宮駅東口停留場・ベルモール イトーヨーカドー宇都宮店・宇都宮白楊高校）[51][52]

## 書籍
- 身長差悩みあるあるWorld『コンプレックスにサヨウナラ!』 熊井友理奈&ミニーズ。?（2018年10月15日、オデッセー出版 / ワニブックス、撮影：天日恵美子） 
  - ISBN 978-4-8470-8155-2[78]

### 写真集
- 森戸知沙希(カントリー・ガールズ)ミニ写真集『Greeting-Photobook-』（2016年2月19日、オデッセー出版）[79]
- 森戸知沙希（2017年2月19日、ワニブックス、撮影：西條彰仁）
  - ISBN 978-4-8470-4898-2[80][81]
- Say Cheese!（2019年6月27日、ワニブックス、撮影：西條彰仁）
  - ISBN 978-4-8470-8221-4[35][82]
- Crossroads（2020年10月1日、ワニブックス、撮影：西條彰仁）
  - ISBN 978-4-8470-8321-1[40][83]
- with thanks（2021年10月15日、ワニブックス、撮影：田畑竜三郎）
  - ISBN 978-4-8470-8385-3[41][84]
- Cheers（2022年6月10日、オデッセー出版、撮影：西村康）
  - ISBN 978-4-8470-8428-7[43]
- Co10r Moment（2024年11月5日、ワニブックス、撮影：西條彰仁）
  - ISBN 978-4-8470-8584-0[53]

## 所属グループ・ユニット
- CoCoRo学園（2011年 - 2014年）
- カントリー・ガールズ（2014年 - 2019年）
- モーニング娘。（2017年 - 2022年）
  - モーニング娘。20th（2017年 - 2018年）[注 2]
- シャッフルユニット
  - ハロプロ・オールスターズ（2018年 - 2020年）
- 企画ユニット
  - ミニーズ。?（2018年）